# 2016年Billboard Japan Hot Buzz Song1位の一覧
以下は、2016年のHot Buzz Songチャート1位の一覧である。Hot Buzz Songは、ビルボード・ジャパンによって発表される総合シングルチャートBillboard Japan Hot 100を構成する7要素のデータのうち、デジタルセールス、週間動画再生回数、ツイート数の3要素のみを抽出して作成された音楽チャートである。ビルボード・ジャパンは、このチャート構成によりインターネット上で話題となっている楽曲をチャートに反映できるとしている。
2016年の下半期よりローンチされた本チャートでは、11曲が首位を獲得している。藤原さくらの「Soup」は2週連続で首位を記録。RADWIMPSの「前前前世」は8月8日付で初めて首位を記録した後、数週明けて9月5日付より6週連続、通算では計7週間にわたって首位を獲得した。その後はピコ太郎の「PPAP ペンパイナッポーアッポーペン」と星野源の「恋」がチャート首位を巡って攻防を繰り広げた。「PPAP」は10月17日付から通算4週間に渡ってチャート首位を獲得。「恋」も2016年のみで計7週間に渡ってチャート首位を記録している。

## チャート遍歴
| 日付       | 曲名                                  | アーティスト名               | 出典   |
| ---------- | ------------------------------------- | ---------------------------- | ------ |
| 6月27日付  | 「Soup」                              | 藤原さくら                   | [ 2 ]  |
| 7月4日付   | 「Soup」                              | 藤原さくら                   | [ 3 ]  |
| 7月4日付   | 「涙」                                | GENERATIONS from EXILE TRIBE | [ 4 ]  |
| 7月15日付  | 「Overflows〜言葉にできなくて〜」     | ナオト・インティライミ       | [ 5 ]  |
| 7月22日付  | 「Have a nice day」                   | 西野カナ                     | [ 6 ]  |
| 7月22日付  | 「E.G. summer RIDER」                 | E-girls                      | [ 7 ]  |
| 8月8日付   | 「前前前世」                          | RADWIMPS                     | [ 8 ]  |
| 8月15日付  | 「ピカチュウのうた」                  | ピカチュウ(大谷育江)         | [ 9 ]  |
| 8月22日付  | 「Hero」                              | 安室奈美恵                   | [ 10 ] |
| 8月29日付  | 「好きな人がいること」                | JY                           | [ 11 ] |
| 9月5日付   | 「前前前世」                          | RADWIMPS                     | [ 12 ] |
| 9月12日付  | 「前前前世」                          | RADWIMPS                     | [ 13 ] |
| 9月19日付  | 「前前前世」                          | RADWIMPS                     | [ 13 ] |
| 9月26日付  | 「前前前世」                          | RADWIMPS                     | [ 13 ] |
| 10月3日付  | 「前前前世」                          | RADWIMPS                     | [ 14 ] |
| 10月10日付 | 「前前前世」                          | RADWIMPS                     | [ 13 ] |
| 10月17日付 | 「PPAP ペンパイナッポーアッポーペン」 | ピコ太郎                     | [ 15 ] |
| 10月24日付 | 「PPAP ペンパイナッポーアッポーペン」 | ピコ太郎                     | [ 16 ] |
| 10月31日付 | 「PPAP ペンパイナッポーアッポーペン」 | ピコ太郎                     | [ 17 ] |
| 11月7日付  | 「恋」                                | 星野源                       | [ 18 ] |
| 11月14日付 | 「PPAP ペンパイナッポーアッポーペン」 | ピコ太郎                     | [ 19 ] |
| 11月21日付 | 「恋」                                | 星野源                       | [ 1 ]  |
| 11月28日付 | 「恋」                                | 星野源                       | [ 20 ] |
| 12月5日付  | 「恋」                                | 星野源                       | [ 21 ] |
| 12月12日付 | 「恋」                                | 星野源                       | [ 22 ] |
| 12月19日付 | 「恋」                                | 星野源                       | [ 23 ] |
| 12月26日付 | 「恋」                                | 星野源                       | [ 24 ] |

- 備考:チャート上の日付は7日から10日程度、チャートが発表される実際の日付とはズレがある[独自研究?]。